# Abdoulaye Idrissa Maïga
Abdoulaye Idrissa Maïga (n. Gao, Malí; 11 de marzo de 1958) es miembro de la Asamblea por Malí y el primer ministro de Malí nombrado el 8 de abril de 2017. Anteriormente había sido ministro de defensa de Malí desde el 3 de septiembre de 2016, sucediendo a Tiéman Hubert Coulibaly. Había servido también como ministro de la administración territorial y ministro del medio ambiente, el agua y la sanidad.
Durante la elección presidencial de Malí de 2013, fue el director de campaña de Ibrahim Boubacar Keïta, que fue elegido presidente. El 8 de abril de 2017 Keïte lo eligió como primer ministro. En su gobierno, Tiéna Coulibaly sucedió a Maïga como ministro de defensa.
En respuesta a la explosión producida durante el atentado de Gao de 2017, Maïga programó visitar Gao.
El 29 de diciembre de 2017 presentó la dimisión de su gobierno sin explicar los motivos.